# I Don't Like Mondays.
I Don't Like Mondays.（アイ ドント ライク マンデイズ）は、日本のロックバンド。所属レーベルはrhythm zone。
略称はアイドラ。頭文字をとってIDLMs.と略記することもある。

## 概要

### バンド名の由来
バンド名であるI Don't Like Mondays.は、印象に残るような長い名称かつ文章でありたいという考えによるものであり、ファッション誌の編集長の助言による。
憂鬱を理由に月曜日はバンドの定休日としており、実際にメンバーは「（月曜日は）嫌い」と語っている。

### 制作スタイル
もともとはセッションしながらの制作や、個々の作った楽曲を持ち寄るというスタイルだったが、4人で話し合って楽曲制作するという制作手法に落ち着いた。4人のうち1人でも納得しなければその楽曲は出さないという。

### セルフプロデュース
ライブの演出をはじめ、ミュージックビデオのテーマやコマ割り、さらにはファッションまですべて自分たちでプロデュースしている。

### 評判
河北麻友子（モデル）、櫻井翔（嵐）、永瀬廉（King & Prince）、岩本照（Snow Man）、末澤誠也（Aぇ! group）、本髙克樹（B&ZAI / ジュニア）、丸山礼、など30組以上の著名人が彼らのファン、楽曲が好きだと公言しファンの間でも話題になっている。

### メンバー
| 人名  | 担当     | 生年月日・年齢          |
| ----- | -------- | ----------------------- |
| YU    | ボーカル | 1989年2月26日（36歳） - |
| CHOJI | ギター   | 1986年12月6日（38歳） - |
| KENJI | ベース   | 1986年8月13日（38歳） - |
| SHUKI | ドラム   | 1988年7月13日（37歳） - |

## 略歴

### 2014年
- 7月18日 日本コロムビアよりメジャーデビューを発表。
- 9月24日 1stミニアルバムとなるPLAYをリリース。
- 11月1日 自主企画イベント「The Secret Halloween Party」開催。

### 2015年
- 2月12日 自身がディレクターを務めるブランドIDLMs. by I Don't Like Mondays. を設立。
- 3月17日 [And A by I Don't Like Mondays.] の立ち上げを発表。
- 4月1日 バンド自らがディレクションを務めた1stシングル「WE ARE YOUNG/Super Special」をリリース。
- 6月12日/13日 「日本元気プロジェクト 2015スーパーエネルギー!!」Produced by KANSAI YAMAMOTO」出演。
- 7月29日 1stフルアルバム『TOKYO』をリリース。写真家のレスリー・キーがこのアルバムのジャケット写真＆アーティスト写真を撮影。
- 8月2日 タワーレコード新宿店にて1stフルアルバム『TOKYO』発売記念イベント開催。
- 9月12日 レスリー・キーの初監督作品“YOHJI YAMAMOTO”ショートフィルムのサウンドトラック"THE INDEPENDENCE"を制作。
- 9月21日 公式LINE & LINE BLOGを開設。
- 10月11日 「I Don't Like Mondays. サンデーヴィレッジヴァンガードツアー」を開催。
- 10月25日 東京・渋谷WWWで初のワンマンライブTOKYO 2015 開催。さらに「porehead x I DON'T LIKE MONDAYS. ～カップリングツアー2015～ 」開催を発表。
- 12月27日  "Super Special"が、「桑田佳祐が選ぶ2015年邦楽シングルBEST20」に選出される。

### 2016年
- 2月6日 「SORRY」発売記念アコースティックライブツアー開催、SORRYをリリース。
- 2月14日 バレンタインデーの夜に“アコースティックライブツアー 特別編（なぜなら、バレンタインだから。）”を「LINE LIVE」にて生配信。
- 7月16日 「TONIGHT」発売記念 アコースティックライブをLINE LIVE生配信。
- 9月5日 東京にあるラグジュアリーセレクトショップ"RESTIR"とのコラボレーション、および"IDLMs. CREATIVE DIRECTION BY RESTIR EDITION"の設立を発表。
- 9月28日  2ndフルアルバム「FASHION」をリリース。
- 9月28日 お台場ヴィーナスフォートにて発売記念イベントを開催。
- 9月28日 オフィシャルデジタルファンクラブ"FRIDAY LOVERs DIGITAL"をオープン。
- 10月2日 タワーレコード渋谷店にて"FASHION"発売記念ライブ開催。
- 10月30日 「FASHION」リリースにより、全国5都市をまわる"FASHION"1st TOURを開催。
- 12月24日 オフィシャルデジタルファンクラブ"FRIDAY LOVERs DIGITAL"の発足を記念して、会員限定イベント「FRIDAY LOVERs PARTY #0」を開催。

### 2017年
- 3月8日 「IDLMs. JOINT GIG TOUR」直前 アコースティックライブをLINE LIVEにて生配信。
- 3月10日 東名阪対バンツアー、"IDLMs. JOINT GIG TOUR"を開催。ゲストには Keishi Tanaka / PAELLAS / UNCHAIN / ビッケブランカを迎えた。
- 3月17日  配信限定シングル「PRINCE」をリリース。
- 3月17日 「IDLMs. JOINT GIG TOUR」ファイナル名古屋公演をニコニコ生放送で生中継。
- 5月3日 「SUMMER」発売記念【E.P.完成試聴会＆公開インタビュー】開催。
- 6月7日 E.P.「SUMMER」をリリース、各地でリリースイベントを開催。
- 9月16日 「Rakuten GirlsAward 2017 AUTUMN/WINTER」にライブ出演。
- 10月22日 「Billboard Live Tour」を大阪・東京で開催。
- 12月25日 配信シングル「My Girl」をサプライズリリース。

### 2018年
- 1月30日 「My Girl」が秋田OPAのCMソングに起用。
- 5月11日 インドネシア・ジャカルタで「Stellar Fest.」に出演。
- 5月19日 アルコールメーカーZIMAとコラボした一夜限りのワンマンライブ「ZIMA presents "ONE SHOT"」を開催。秋からの全国ツアー開催が発表された。
- 6月15日 初のファンクラブ限定ツアー「FRIDAY LOVERs Acoustic Tour 2018」を名古屋・大阪・東京で開催。
- 7月16日 SALUを迎えたバンド史上初の客演楽曲「ONE THING feat. SALU」を配信リリース。
- 7月23日 K / Michael Kanekoとの3マンイベント「JOINT Acoustic GIG」を開催。
- 7月30日 配信シングル「LEMONADE」をリリース。ミュージックビデオには「こじるり」こと小島瑠璃子が出演。
- 9月8日 配信限定E.P.「A GIRL IN THE CITY」をリリース。
- 10月8日 東京・品川ステラボールを皮切りに2018 A/W TOUR "A GIRL IN THE CITY"を開催。8都市5,000人を動員。
- 10月12日 Spotifyとコラボした「I Don't Like Mondays. × Spotify Exclusive Live」を開催。参加者はカップル限定であった。
- 11月27日 VERSACE 銀座旗艦店の3周年パーティーにライブ出演。
- 12月16日 ツアー札幌公演アンコールにてavexへの移籍が発表された。
- 12月31日 「ユニバーサル・シティウォーク大阪™ COUNT DOWN Show 2018-2019」に出演。

### 2019年
- 3月31日 移籍前夜にワンマンライブ「"Do Ya?" in TOKYO」を開催。アルバムリリースと全国ツアー開催を発表。
- 4月17日 avex移籍後第1弾となるシングル「Do Ya?」を配信リリース。ミュージックビデオではadidasが衣装提供。
- 5月22日 配信シングル「Zero Gravity」をリリース。
- 5月25日 ファンクラブ限定ツアー「FRIDAY LOVERs TOUR 2019」を名古屋・大阪・東京で開催。
- 6月13日 BRADIOの47都道府県ツアー「“IVVII Funky Tour”」佐賀公演・長崎公演・福岡公演に参加。
- 6月19日 配信シングル「Up to U」をリリース。
- 7月13日 「JOIN ALIVE 2019」に出演。
- 7月22日 アルバムリリースパーティー「"FUTURE" Release Party」を開催。
- 7月31日 アルバムからリードシングル「DIAMOND」を配信リリース。ミュージックビデオではH&Mが衣装提供。
- 8月11日 「神宮外苑花火大会」のオープニングアクトに出演。
- 8月18日 「a-nation 2019」大阪公演に出演。
- 8月21日 約3年ぶりとなるフルアルバム「FUTURE」をリリース。
- 9月11日 H&M大阪戎橋店リニューアルオープン記念パーティーにライブ出演。
- 9月14日 ファッションブランド「ALLSAINTS」とコラボし「VOGUE FASHION’S NIGHT OUT」でスペシャルライブを開催。
- 9月22日 "F U T U R E" TOURを開催。14都市8,000人を動員しファイナルの東京・豊洲PITはソールドアウト。
- 11月27日 配信シングル「gift」をリリース。

### 2020年
- 1月14日 AbemaTVのグローバル恋愛リアリティショー「いきなりフォーリンラブ」の主題歌に「Girlfriend」が決定したことを発表。
- 2月8日 "F U T U R E" TOUR ファイナル・東京公演でアルバムリリースとツアー開催を発表。
- 2月26日 配信シングル「Plastic City」をリリース。
- 4月9日 新型コロナウイルス感染症の拡大を受け、アルバムリリース延期を発表。
- 5月6日 配信シングル「全部アナタのせいなんだ」をリリース。
- 6月19日 全国ツアーの開催延期を発表。
- 6月25日 "F U T U R E" TOUR ONLINE VIEWINGを開催。
- 7月15日 初の有料配信ライブ「SPECIAL DIGITAL LIVE」を開催。
- 7月22日 配信シングル「Sunflower」リリース。Great Good Fine Okがプロデュースに参加。
- 8月14日 5ヶ月連続配信リリース開催を発表。バンドのロゴをリニューアルした。
- 8月26日 配信シングル「モンスター」をリリース。
- 8月29日 「a-nation online 2020」に出演。
- 9月23日 配信シングル「MR.CLEVER」をリリース。STYがプロデュースに参加。
- 10月28日 配信シングル「ENTERTAINER」をリリース。ESME MORIがプロデュースに参加。
- 11月3日 有料配信ライブ「SPECIAL DIGITAL LIVE Vol.2」を開催。
- 11月25日 配信シングル「東京エキストラ」をリリース。
- 12月17日 「全部アナタのせいなんだ」がLEON×メルセデス・ベンツのイメージソングに決定したことを発表。
- 12月11日 「モンスター」がピッコマ「六本木クラス」篇TVCMソングに決定したことを発表。
- 12月19日 約10ヶ月ぶりとなるワンマンライブ「CHRISTMAS LIVE at CE LA VI TOKYO」を開催。また、約3年振りとなる「Billboard Live Tour 2021」を横浜・大阪・東京で開催することを発表。
- 12月30日 配信シングル「ミレニアルズ 〜just I thought〜」をリリース。

### 2021年
- 1月22日 日本テレビ系列「アナザースカイII」岩田剛典ゲスト回に、幼馴染としてYUが出演。2人の初のメディア共演となった。
- 4月1日 「Billboard Live Tour 2021」をスタート。
- 4月7日 配信シングル「地上を夢見る魚」をリリース。
- 4月28日 配信シングル「愛言葉」をリリース。
- 6月23日 配信シングル「馬鹿」をリリース。
- 8月18日 延期となっていた4枚目のフルアルバム「Black Humor」をリリース。
- 9月18日 延期となっていた全国ツアー「Black Humor Tour」を全国16都市で開催。
- 9月29日 配信シングル「音楽のように」をリリース。
- 11月29日 TVアニメ「ONE PIECE」の主題歌を担当することを発表。
- 12月1日 配信シングル「美しき世界」をリリース。
- 12月31日 「CDTVスペシャル！年越しプレミアライブ2021→2022」に出演。

### 2022年
- 1月9日 配信シングル「PAINT」をリリース。さらにこの日よりTVアニメ「ONE PIECE」の主題歌としてオンエア開始。ファンクラブツアー「FRIDAY LOVERs TOUR 2022 "B SIDE"」の開催を発表。
- 3月7日 配信シングル「空の青さにみせられて」をリリース。
- 4月22日・24日 eillとReNを迎えた2マンライブ「JOINT GIG 2022」を開催。
- 5月16日 配信シングル「HONNE」をリリース。
- 6月20日 配信シングル「YOROI」をリリース。
- 7月13日 配信シングル「重ね色」をリリース。ドラマ「オクトー　〜感情捜査官　心野朱梨〜」主題歌
- 8月2日 日本テレビ系「スッキリ」に生出演。「重ね色」を生歌唱。
- 8月8日 配信シングル「ロンリーゾンビーワンダーランド」をリリース。当初ミュージックビデオの制作予定はなかったが、前月のブラジルでのライブ出演時の空き時間にカメラを回していたところ、たまたまミュージックビデオが撮れてしまったとのこと。
- 9月7日 配信シングル「スクロール。」をリリース。アレンジにはトラックメイカー / DJのtofubeatsが参加。
- 9月10日 全国ツアー「Black Thunderbird TOUR」を全国14都市で開催。
- 10月24日 配信シングル「ダイナマイト」をリリース。「Black Thunderbird TOUR」で未発表曲として先行披露されていた。
- 11月6日 2023年2月より初のリクエストツアー「1st SELECTION TOUR」の開催を発表。

### 2023年
- 2月13日 配信シングル「WOLF VIBES」をリリース。
- 2月22日 初のリクエストツアー「1st SELECTION TOUR」を東京・名古屋・大阪で開催。さらに秋にニューアルバムのリリースと、全国ツアー「2023 A/W TOUR "RUNWAY"」の開催を発表。
- 4月5日 配信シングル「Mmm...」をリリース。
- 4月29日 「Billboard Live Tour 2023」を大阪・東京で開催。
- 5月17日 配信シングル「Umbrella」をリリース。
- 7月7日 「Billboard Live Tour 2023 Special Encore Powered by JBL」を東京で開催。
- 7月12日 配信シングル「Summer Ghost」をリリース。
- 9月6日 5枚目となるフルアルバム「RUNWAY」をリリース。
- 10月1日 全国ツアー「2023 A/W TOUR "RUNWAY"」を全国7都市で開催。
- 11月12日 初の海外ワンマンライブを台北で開催。
- 11月15日 配信シングル「What's going on? feat. Celina Sharma」をリリース。

### 2024年
- 1月4日 Snow Man 10枚目のシングル「LOVE TRIGGER」の楽曲提供を発表。
- 1月10日 初の中国ワンマンツアー「"RUNWAY" TOUR THE ENCORE in CHINA」を開催。
- 2月3日 リクエストツアー「2nd SELECTION TOUR」を東京・名古屋・大阪・福岡で開催。秋から全国ツアー「"FOCUS" ASIA TOUR」の開催を発表。
- 4月24日 配信シングル「New York, New York」をリリース。
- 4月30日 デビュー10周年記念ツアー「Island Tour」を四国・九州・北海道・沖縄で開催。
- 6月26日 配信シングル「Lonely Dancers」をリリース。
- 8月21日 配信シングル「Sunset Girl」をリリース。
- 9月7日 初となるフリーライブ「I Don't Like Mondays. FREE LIVE 10TH ANNIVERSARY」を開催。
- 10月19日 全国+アジアツアー「"FOCUS" ASIA TOUR」を開催。
- 12月1日 「"FOCUS" ASIA TOUR」東京公演に北山宏光がサプライズ出演。また、2025年のZeppツアー開催を発表。
- 12月24日 デビュー10周年記念として過去ツアー「"F U T U R E" TOUR」「Black Humor Tour」「Black Thunderbird TOUR」「2023 A/W TOUR "RUNWAY"」のライブアルバムを4ヶ月連続でリリース。

### 2025年
- 1月20日 中国・広州公演をもって「"FOCUS" ASIA TOUR」を完走。
- 1月26日 リクエストツアー「3rd SELECTION TOUR」を名古屋・大阪・岡山・福岡・熊本・札幌・旭川で開催。
- 3月2日 Omoinotakeを迎えた2マンライブ「JOINT GIG 2025」を開催。
- 3月20日 「Billboard Live Tour 2025」を東京・大阪で開催。
- 4月30日 配信シングル「jealous」をリリース。
- 5月22日 「Billboard Live Tour 2025」追加公演を横浜で開催。

## その他の活動

### 2014年
- オリジナルブランド"IDLMs. by I Don't Like Mondays."を立ち上げる。

### 2015年
- 日本のセレクトショップ、及びオリジナルファッションブランドである『And A』とのコラボブランドAnd A by I Don’t Like Mondays.を設立。
- 山本寛斎の主催ファッションショー「【日本元気プロジェクト 2015スーパーエネルギー!!】Produced by KANSAI YAMAMOTO」に出演。
- 写真家レスリー・キーが初監督を務めるファッションブランドYOHJI YAMAMOTOショートフィルム"「THE INDEPENDENTS」Directed by LESLIE KEE Time 12:34 featuring YOHJI YAMAMOTO 2015 A/W Collections"に出演し、同作品の音楽監修を担当した。

### 2016年
- 東京にあるラグジュアリーセレクトショップ"RESTIR"とコラボレーションし、"IDLMs. CREATIVE DIRECTION BY RESTIR EDITION"を設立した。なお、2nd ALBUM"FASHION"のジャケット写真やブックレットのビジュアルは、RESTIR社長の高下浩明がクリエイティブ・ディレクターを務めている。

### 2018年
- VERSACE銀座旗艦店の3周年記念イベントにてライブに出演。

### 2019年
- シングル「Do Ya?」のミュージックビデオに、adidasが衣装提供。
- アルバム「FUTURE」に収録されている「DIAMOND」に、H&Mが衣装提供。
- H&M大阪戎橋店のリニューアル記念イベントにライブ出演。
- LOUIS VUITTONの2019FWシーズンローンチパーティーにYUが出席[3]。
- ファッションブランド「ALLSAINTS」とコラボし「VOGUE FASHION’S NIGHT OUT」でスペシャルライブを開催。

### 2020年
- 英国のウォッチブランドHENRY LONDONの公式アンバサダーに就任。
- 伊藤千晃と共に、日本公式アンバサダーとしてダブルアンバサダーとなる[4]。同ブランドのWEB CMはI Don’t Like Mondays.のYUにより作詞された、伊藤千晃の新曲『真夜中の処方箋』とのタイアップとなっている。
- 5ヶ月連続配信シングル最終作「ミレニアルズ 〜just I thought〜」のミュージックビデオにエンポリオ・アルマーニが衣装提供。

### 2021年
- 配信シングル「地上を夢見る魚」のミュージックビデオにTHOM BROWNEが衣装提供。
- 配信シングル「音楽のように」のミュージックビデオにRALPH LAURENが衣装提供。

### 2022年
- 日本テレビ系列「スッキリ」生出演にSAINT LAURENTが衣装提供(YU)。
- ZENITH レセプションパーティーにてシークレットライブを披露。

### 2023年
- RALPH LAUREN レセプションパーティーにてシークレットライブを披露。

## ディスコグラフィー

### シングル
| 枚 | 発売日        | タイトル                   | 最高位 | タイアップ | 備考 |
| -- | ------------- | -------------------------- | ------ | --- | ---- |
| 1  | 2015年4月1日  | WE ARE YOUNG/Super Special | 圏外   | M1 WE ARE YOUNG : TBS・MBS系全国ネット「プレバト!!」2015年4 - 6月エンディングテーマ M2 Super Special : 「桑田佳祐が選ぶ2015年邦楽シングルBEST20」に選出 アメリカドラマ「リゾーリ&アイルズ」(BSフジ放送) エンディングテーマ | 0    |
| 2  | 2016年2月27日 | Sorry                      | 60位   | 0 | 0    |
| 3  | 2016年7月20日 | TONIGHT                    | 57位   | M1 TONIGHT : TBS系「CDTV」2016年7月度エンディング・トラック M2 LIFE : 格安スマホ「スマモバ」2016年CMトラック | 0    |

### 配信限定シングル
| 発売日         | タイトル                             | 備考 |
| -------------- | ------------------------------------ | --- |
| 2015年12月23日 | Girlfriend                           | テレビ朝日系「BREAK OUT」2016年2月度エンディング・トラック                                                                                                   |
| 2017年3月17日  | PRINCE                               | |
| 2017年12月25日 | My Girl                              | 秋田OPA CMソング |
| 2018年7月16日  | ONE THING feat. SALU                 | |
| 2018年7月30日  | LEMONADE                             | |
| 2018年12月1日  | ONE THING feat. SALU (BABY-T Remix)  | |
| 2019年4月17日  | Do Ya?                               | |
| 2019年5月22日  | Zero Gravity                         | |
| 2019年6月19日  | Up to U                              | |
| 2019年11月27日 | gift                                 | スポーツデポ・アルペン「クリスマスセール」篇 WEB CM テーマソング                                                                                             |
| 2020年2月26日  | Plastic City                         | 「C COFFEE」WEB CMソング |
| 2020年5月6日   | 全部アナタのせいなんだ               | LEON×メルセデス・ベンツ Eクラス カブリオレ イメージソング |
| 2020年7月22日  | Sunflower                            | Great Good Fine Okがプロデュースに参加。「C COFFEE」WEB CMソング / スポーツデポ・アルペン TIGORA SMARTイメージソング                                         |
| 2020年8月26日  | モンスター                           | ピッコマ「六本木クラス」篇 CMソング |
| 2020年9月23日  | MR.CLEVER                            | STYがプロデュースに参加。TBS系「CDTVサタデー」11月度オープニングテーマ                                                                                       |
| 2020年10月28日 | ENTERTAINER                          | ESME MORIがプロデュースに参加。「HO20 スポーツデポ・アルペン限定 NIKEキャンペーン」タイアップソング MBSドラマ特区「西荻窪 三ツ星洋酒堂」オープニング主題歌。 |
| 2020年11月25日 | 東京エキストラ                       | |
| 2020年12月30日 | ミレニアルズ 〜just I thought〜      | |
| 2021年2月3日   | Sunflower (Acoustic Live Ver.)       | |
| 2021年2月10日  | MR.CLEVER (Acoustic Live Ver.)       | |
| 2021年2月17日  | ENTERTAINER (Acoustic Live Ver.)     | |
| 2021年4月7日   | 地上を夢見る魚                       | 「スポーツデポ・アルペン2021年GWセール」CMソング |
| 2021年4月28日  | 愛言葉                               | フジテレビ系「めざまし8」2021年5月度エンディングソング スポーツデポ・アルペン TIGORA ATHLETICS イメージソング ロート製薬「ヘリオホワイト®」WEB CMソング      |
| 2021年6月23日  | 馬鹿                                 | |
| 2021年9月29日  | 音楽のように                         | ABCテレビ・テレビ朝日ドラマ「それでも愛を誓いますか？」主題歌                                                                                                |
| 2021年12月1日  | 美しき世界                           | 「NUARL」タイアップソング |
| 2022年1月9日   | PAINT                                | TVアニメ「ONE PIECE」 主題歌 朝日放送テレビ ナイトinナイト「今ちゃんの『実は・・・』」2月度エンディングテーマ 千葉テレビ「高校野球ダイジェスト」応援ソング   |
| 2022年3月7日   | 空の青さにみせられて                 | TBS系情報番組「まるっと!サタデー」「JNN NEWS」テーマソング                                                                                                   |
| 2022年5月16日  | HONNE                                | |
| 2022年6月20日  | YOROI                                | |
| 2022年7月13日  | 重ね色                               | 読売テレビ・日本テレビ系プラチナイト 木曜ドラマ「オクトー〜感情捜査官 心野朱梨〜」主題歌                                                                     |
| 2022年8月8日   | ロンリーゾンビーワンダーランド       | |
| 2022年9月7日   | スクロール。(Arranged by tofubeats)  | |
| 2022年10月24日 | ダイナマイト                         | |
| 2023年2月13日  | WOLF VIBES                           | テレビ東京系ドラマ25「全力で、愛していいかな?」主題歌 |
| 2023年4月5日   | Mmm...                               | |
| 2023年5月17日  | Umbrella                             | I Don’t Like Mondays.×sloggiスペシャルコラボキャンペーン タイアップソング                                                                                    |
| 2023年7月12日  | Summer Ghost                         | |
| 2023年11月15日 | What's going on? feat. Celina Sharma | |
| 2024年4月24日  | New York, New York                   | |
| 2024年6月26日  | Lonely Dancers                       | KATEラッシュマキシマイザー2.0 WEB CMソング |
| 2024年8月21日  | Sunset Girl                          | |
| 2025年4月30日  | jealous                              | |

### アルバム
| 枚       | 発売日        | タイトル    | 収録曲 | 最高位 |
| -------- | ------------- | ----------- | --- | ------ |
| 1st mini | 2014年9月24日 | PLAY        | 計6曲 1. MEMORIES 2. Perfect Night 3. Don’t Stop Your Music 4. BANG!! 5. Golden Life 6. BADMAN | 282位  |
| 1st full | 2015年7月29日 | TOKYO       | 計12曲 1. FIRE 2. WE ARE YOUNG 3. TOKYO BROTHERS 4. SING 5. STAR DRIVE 6. FEELING 7. LOVE YOURSELF 8. Super Special 9. Perfect Night 10. FINAL DESTINATION 11. MEMORIES 12. ROAD | 137位  |
| 2nd full | 2016年9月28日 | FASHION     | 計13曲 1. Introduction 2. Crazy 3. Don’t look back 4. Game over 5. Sorry 6. Marry me 7. Right before sunset 8. Tonight 9. Fashion 10. Stranger 11. Girlfriend 12. Freaky boy 13. Life                                                                                                   | 45位   |
| 3rd full | 2019年8月21日 | FUTURE      | 計15曲 1. FUTURE(Introduction) 2. DIAMOND 3. DO YA? 4. UP TO U 5. ZERO GRAVITY 6. LEMONADE 7. AITAI 8. A GIRL IN THE CITY 9. PLEASE 10. CALL ME 11. TONIGHT＜Future ver＞ 12. TRY FOR YOU 13. 0:01(Interlude) 14. FANCY GIRL 15. FIRE＜Future ver＞                                     | 32位   |
| 4th full | 2021年8月18日 | Black Humor | 計17曲 1. Black Humor 2. MR.CLEVER 3. 地上を夢見る魚 4. 独り占め 5. ノラリ・クラリ 6. MOON NIGHT 7. 全部アナタのせいなんだ 8. 馬鹿 9. Sunflower 10. 愛言葉 11. サボテン 12. gift 13. Plastic City 14. モンスター 15. ENTERTAINER 16. 東京エキストラ 17. ミレニアルズ ～just I thought～ | 37位   |
| 5th full | 2023年9月6日  | RUNWAY      | 計10曲 1. Umbrella 2. Summer Ghost 3. Beautiful Chaos 4. Strawberry Night 5. conversation 6. Sin City 7. Mmm… 8. WOLF VIBES 9. Dynamite 10. PAINT | TBA    |

### E.P.
| 枚 | 発売日        | タイトル | 最高位 | タイアップ | 備考 |
| -- | ------------- | --- | ------ | --- | ---- |
| 1  | 2017年6月7日  | SUMMER収録曲 1. On my way 2. Shape of love 3. PRINCE 4. TONIGHT (KSUKE Remix) 5. TOKYO BROTHERS (Live mix) 6. MEMORIES (Live mix) 7. Don't look back (Live mix) 8. On my way (instrumental) | 46位   | M1 On my way : テレビ朝日系「BREAK OUT」6月度 オープニング・トラック 長崎・ハウステンボス「2017夏イベント」TVCM InterFM897「Happy Hour!」5月度HAPPY TRACK M2 Shape of love : 広島PARCO CMソング H&M “Happy Golden Week” テーマソング | 0    |
| 2  | 2018年9月8日  | A GIRL IN THE CITY収録曲 1. ONE THING feat.SALU 2. LEMONADE 3. SO BAD 4. A GIRL IN THE CITY 5. Freaky boy (SHUKI Remix) 6. ONE THING feat.SALU [KSUKE Remix]                                |        | | 0    |
| 3  | 2024年10月9日 | FOCUS収録曲 1. Someday 2. Shadow 3. Change 4. Flower in the rain 5. Sunset Girl 6. Lonely Dancers 7. New York, New York                                                                     |        | M2 Shadow カンテレ・フジテレビ系 月10ドラマ『モンスター』オープニング曲 M6 Lonely Dancers KATE「ラッシュマキシマイザー2.0」WEB CMソング                                                                                              | 0    |

### 参加作品
| 発売日       | タイトル                                     | 備考            |
| ------------ | -------------------------------------------- | --------------- |
| 2017年8月9日 | BABY-T「Wall (feat. I Don't Like Mondays.)」 | AQUA PRODUCTION |

### タイアップ
| 曲名                   | タイアップ                                                                           |
| ---------------------- | ------------------------------------------------------------------------------------ |
| Perfect Night          | 日本テレビ系「ミュージックドラゴン」POWER PLAY                                       |
| Perfect Night          | テレビ神奈川「MUTOMA」10月度オープニング＆エンディングテーマ                         |
| FIRE                   | 「Rejet夏祭り2016」イメージソング                                                    |
| FIRE                   | ラジオ日本7月後半「ラジオ日本パワーチューン」                                        |
| FIRE                   | テレビ朝日系「BREAK OUT」8月度 エンディング・トラック                                |
| FIRE                   | 8月度M-ON! Recommend                                                                 |
| WE ARE YOUNG           | TBS・MBS系全国ネット「プレバト!!」2015年4 - 6月エンディングテーマ                    |
| TOKYO BROTHERS         | 「コロンビア・ブラックレーベル」CMソング                                             |
| SING                   | 結婚式・結婚式場の日本最大級クチコミサイト ウエディングパークWEB CM                  |
| Super Special          | アメリカドラマ「リゾーリ&アイルズ」（BSフジ放送）エンディングテーマ                  |
| FINAL DESTINATION      | アメリカドラマ「リゾーリ&アイルズ セカンドシーズン」（BSフジ放送）エンディングテーマ |
| Girlfriend             | テレビ朝日系「BREAK OUT」2016年2月度エンディング・トラック                           |
| TONIGHT                | TBS系「CDTV」2016年7月度エンディング・トラック                                       |
| LIFE                   | 格安スマホ「スマモバ」2016年CMトラック                                               |
| Crazy                  | AbemaTV「原宿アベニュー」9月度エンディングソング                                     |
| Crazy                  | 「BREAK OUT」9月度 エンディング・トラック                                            |
| Freaky boy             | 「Google Play Music」CMソング                                                        |
| The Independents       | “Yohji Yamamoto” ショートフィルム・テーマソング                                      |
| On my way              | テレビ朝日系「BREAK OUT」6月度 オープニング・トラック                                |
| On my way              | 長崎・ハウステンボス「2017夏イベント」TVCM                                           |
| On my way              | InterFM897「Happy Hour!」5月度HAPPY TRACK                                            |
| Shape of love          | 広島PARCO CMソング                                                                   |
| Shape of love          | H&M “Happy Golden Week” テーマソング                                                 |
| DIAMOND                | MBSドラマ特区「あおざくら 防衛大学校物語」オープニング主題歌                         |
| gift                   | スポーツデポ・アルペン「クリスマスセール」篇 WEB CM テーマソング                     |
| Plastic City           | 「C COFFEE」WEB CMソング                                                             |
| 全部アナタのせいなんだ | LEON×メルセデス・ベンツ Eクラス カブリオレ イメージソング                            |
| Sunflower              | 「C COFFEE」WEB CMソング                                                             |
| モンスター             | ピッコマ「六本木クラス」篇 CMソング                                                  |
| MR.CLEVER              | TBS系「CDTVサタデー」11月度オープニングテーマ                                        |
| ENTERTAINER            | MBSドラマ特区「西荻窪 三ツ星洋酒堂」オープニング主題歌                               |
| 地上を夢見る魚         | 「スポーツデポ・アルペン2021年GWセール」CMソング                                     |
| 愛言葉                 | フジテレビ系「めざまし8」2021年5月度エンディングソング                               |
| 愛言葉                 | スポーツデポ・アルペン TIGORA ATHLETICS イメージソング                               |
| 愛言葉                 | ロート製薬「ヘリオホワイト®」WEB CMソング                                            |
| 音楽のように           | ABCテレビ・テレビ朝日系ドラマL「それでも愛を誓いますか?」主題歌                      |
| PAINT                  | TVアニメ「ONE PIECE」主題歌                                                          |
| 空の青さにみせられて   | TBS系「まるっと!サタデー」2022年度テーマソング                                       |
| 重ね色                 | 読売テレビ制作・日本テレビ系木曜ドラマ「オクトー 〜感情捜査官 心野朱梨〜」主題歌     |
| MOON NIGHT             | テレビ東京系ドラマ25「全力で、愛していいかな?」エンディングテーマ                    |
| WOLF VIBES             | テレビ東京系ドラマ25「全力で、愛していいかな?」主題歌                                |
| Umbrella               | I Don’t Like Mondays.×sloggiスペシャルコラボキャンペーン タイアップソング            |
| Lonely Dancers         | KATE ラッシュマキシマイザー2.0 WEB CMソング                                          |
| Shadow                 | 関西テレビ制作・フジテレビ系月曜22時枠「モンスター」オープニング曲                   |

## 提供作品
| 発表年 | アーティスト                   | 楽曲タイトル    | 収録作品                             | 備考             |
| ------ | ------------------------------ | --------------- | ------------------------------------ | ---------------- |
| 2019年 | 北山宏光（Kis-My-Ft2）         | DON'T WANNA DIE | 『FREE HUGS!』〈通常盤〉             | 作詞・作曲・編曲 |
| 2021年 | 伊藤千晃                       | 真夜中の処方箋  | sheer                                | 作詞             |
| 2021年 | 伊藤千晃                       | アンドロイド    | sheer                                | 作詞・作曲       |
| 2024年 | Snow Man                       | LOVE TRIGGER    | 『LOVE TRIGGER / We'll go together』 | 作詞・作曲・編曲 |
| 2024年 | 北山宏光（Hiromitsu Kitayama） | Just Like That  | Just Like That                       | 作詞・作曲・編曲 |
| 2025年 | ChroNoiR                       | Haru no yokan   | Promise                              | 作詞・作曲・編曲 |

## 出演作品 (レギュラーのみ)

### ラジオ
- Perfect Night (2015年1月20日 - 2015年12月29日 、InterFM、毎月第3＆第4火曜日24:30 - 25:00)
- アイドラ男子夜会 (2015年11月7日 - 2021年3月27日、TOKYO-FM、毎週木曜27:00 - 27:30 / 毎週土曜24:00 - 24:30 / 毎週土曜26:30 - 27:00)
- I Don't Like Mondays. "THE ONE" (2023年4月1日 - 2025年3月30日、InterFM、毎週土曜日24:00 - 25:00)
- GROW! I Don't Like Mondays. YUの大人のレシピ (2023年4月6日 - 2024年3月30日、CROSS FM、毎週土曜日17:00 - 18:00)

## LIVE

### 自主公演・ライブツアー
| 年        | 日程                | タイトル                                                    | 規模                     | 備考                                                                                          |
| --------- | ------------------- | ----------------------------------------------------------- | ------------------------ | --------------------------------------------------------------------------------------------- |
| 2014      | 11月1日             | I Don’t Like Mondays. Secret Halloween Party                | 0                        | 初の自主企画イベント                                                                          |
| 2015      | 10月25日            | TOKYO 2015                                                  | 渋谷WWW                  | 初のワンマンライブ                                                                            |
| 2015      | 12月17日 - 12月30日 | porehead x I DON'T LIKE MONDAYS. ～カップリングツアー2015～ | 3都市3公演               |                                                                                               |
| 2016      | 2月6日 - 2月28日    | 「Sorry」発売記念アコースティックライブツアー               | 首都圏10店舗             | 0                                                                                             |
| 2016      | 3月12日             | TOKYO 2016                                                  | 渋谷 CLUB QUATTRO        | 0                                                                                             |
| 2016      | 10月30日 - 11月19日 | "FASHION" 1st Tour                                          | 5都市5公演               | FINALは東京・Zepp DiverCityで開催                                                             |
| 2017      | 3月10日 - 3月17日   | IDLMs. JOINT GIG TOUR                                       | 3都市3公演               | ゲストにはKeishi Tanaka / PAELLAS / UNCHAIN / ビッケブランカ                                  |
| 2017      | 10月22日 - 11月3日  | Billboard Live Tour                                         | 4公演                    |                                                                                               |
| 2018-2019 | 10月8日 - 2月3日    | 2018 A/W TOUR "A GIRL IN THE CITY"                          | 8公演                    |                                                                                               |
| 2019-2020 | 9月22日 - 2月8日    | "F U T U R E" TOUR                                          | 14公演                   | ファイナルは東京・豊洲PIT                                                                     |
| 2020      | 9月6日 - 12月18日   | I Don't Like Mondays. LIVE TOUR 2020(仮)                    | 17公演                   | 新型コロナウイルス感染症の影響で全公演延期。 2021年に「Black Humor Tour」として振替公演開催。 |
| 2020      | 7月15日・11月3日    | SPECIAL DIGITAL LIVE                                        | 2公演                    | 有料オンラインライブ                                                                          |
| 2020      | 12月19日            | CHRISTMAS LIVE at CÉ LA VI TOKYO                            |                          |                                                                                               |
| 2021      | 4月1日 - ６月17日   | Billboard Live Tour 2021                                    | 3公演                    | 横浜・東京・大阪で開催。                                                                      |
| 2021      | 9月18日 - 11月28日  | Black Humor Tour                                            | 24公演                   | 2020年に延期となった全国ツアーの振替公演。                                                    |
| 2022      | 2月12日 - 4月23日   | FRIDAY LOVERs TOUR 2022 "B SIDE"                            | 3公演                    |                                                                                               |
| 2022      | 4月22日・24日       | JOINT GIG 2022                                              | 2公演                    | ゲストにはeill / ReN                                                                          |
| 2022      | 9月10日 - 12月4日   | Black Thunderbird TOUR                                      | 20公演                   |                                                                                               |
| 2023      | 2月23日 - 3月19日   | 1st SELECTION TOUR                                          | 4公演                    | 全公演即完売につき東京追加公演が決定。                                                        |
| 2023      | 4月29日 - 5月5日    | Billboard Live Tour 2023                                    | 4公演                    | 両日二部制                                                                                    |
| 2023      | 7月7日              | Billboard Live Tour 2023 Special Encore Powered by JBL      | 1公演                    | 二部制                                                                                        |
| 2023      | 10月1日 - 12月1日   | 2023 A/W TOUR "RUNWAY"                                      | 11公演                   |                                                                                               |
| 2024      | 1月10日 - 1月14日   | "RUNWAY" TOUR THE ENCORE in CHINA                           | 4公演                    |                                                                                               |
| 2024      | 2月3日 - 2月18日    | "2nd SELECTION TOUR"                                        | 4公演                    |                                                                                               |
| 2024      | 4月30日 - 6月1日    | "Island Tour"                                               | 13公演                   |                                                                                               |
| 2024      | 9月7日              | I Don't Like Mondays. FREE LIVE 10TH ANNIVERSARY            |                          | 初となる自主フリーライブ                                                                      |
| 2024      | 10月19日 - 12月1日  | "FOCUS" ASIA TOUR                                           | 国内10公演+海外公演6公演 |                                                                                               |
| 2025      | 1月26日 - 2月16日   | "3rd SELECTION TOUR"                                        | 7公演                    |                                                                                               |
| 2025      | 3月2日              | "JOINT GIG 2025"                                            |                          | ゲストにはOmoinotake                                                                          |
| 2025      | 10月5日 - 10月26日  | "TOXIC TOUR 2025"                                           | 5公演                    |                                                                                               |